# مونتری سنتر (میشیگان)
مونتری سنتر (به انگلیسی: Monterey Center) یک منطقهٔ مسکونی در ایالات متحده آمریکا است که در میشیگان واقع شده است. مونتری سنتر ۲۷۴٫۰۲ متر بالاتر از سطح دریا قرار دارد.